# Sublette, Kansas
Sublette là một thành phố thuộc quận Haskell, tiểu bang Kansas, Hoa Kỳ. Năm 2010, dân số của xã này là 1453 người.

## Dân số
Dân số các năm:
- Năm 2000: 1592 người
- Năm 2010: 1453 người